# Christian Pilnacek

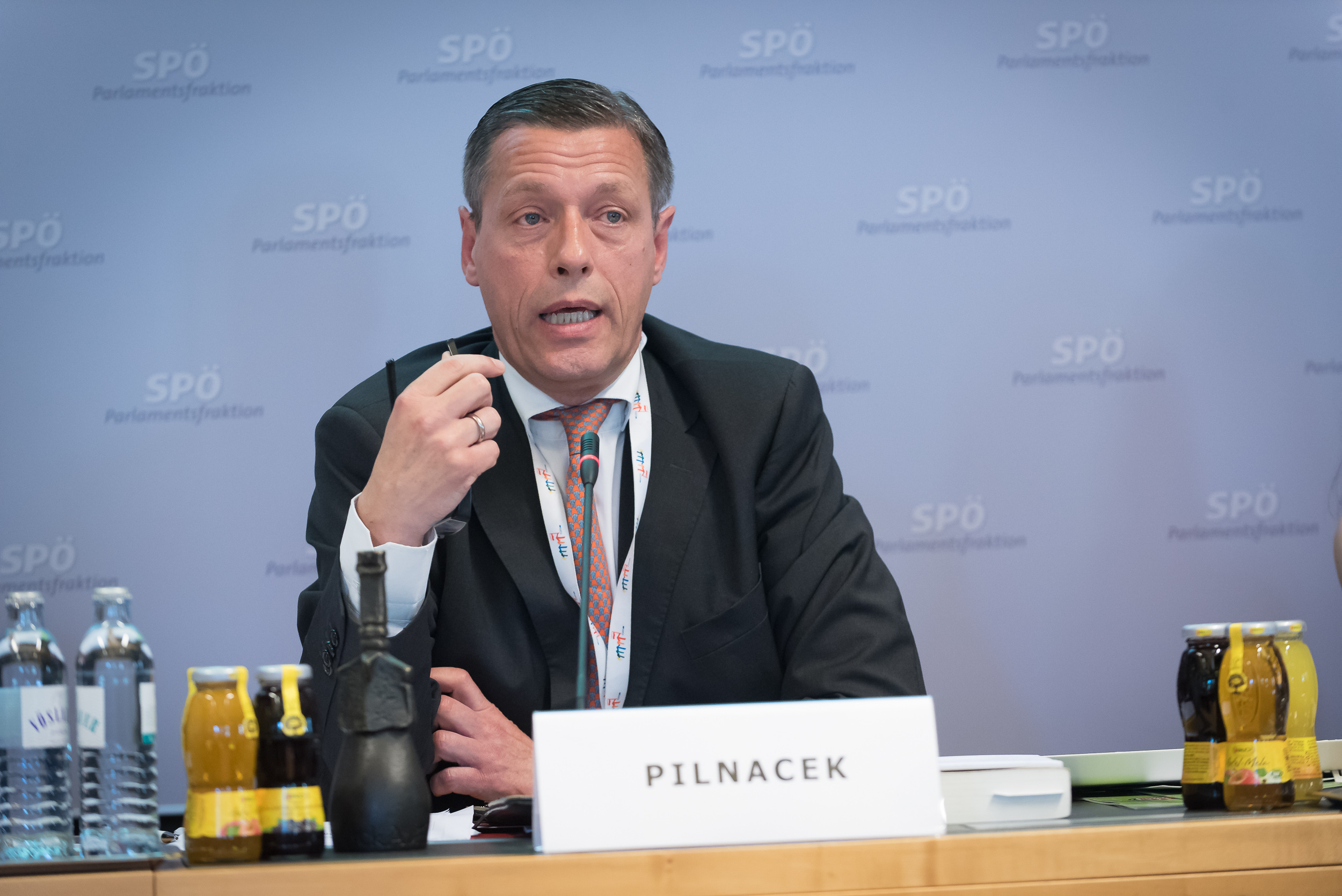
Christian Pilnacek (2016)

Christian Pilnacek (* 4. Mai 1963 in Wien; † 20. Oktober 2023 bei Rossatz) war ein österreichischer Jurist und hoher Beamter im österreichischen Justizministerium. Er gilt als einer der Architekten der aktuellen österreichischen Strafprozessordnung (StPO). Seit 2010 verantwortete er im Justizministerium die Leitung der Sektion Strafrecht (Straflegistik sowie Fachaufsicht über Strafverfahren) sowie nach deren Teilung ab 2020 die Leitung der Sektion Straflegistik. In den Jahren 2018 und 2019 war er zusätzlich Generalsekretär des Justizministeriums und damit dessen oberster Beamter. Er galt als Verbindungsmann zwischen Justizministerium und ÖVP, zu der er besonders gute Kontakte unterhielt und die er als Privatperson in Rechtsfragen beriet.

## Berufliche Laufbahn
Pilnacek wurde 1990 Richteramtsanwärter im Sprengel des Oberlandesgerichts Wien und 1992 Richter des Bezirksgerichtes Innere Stadt Wien. Er erhielt eine Dienstzuteilung zum Bundesministerium für Justiz in der Sektion IV (Straflegislativsektion). Von 1998 bis 1999 war er Richter am Landesgericht Korneuburg.
Im Mai 2001 wurde er zum Oberstaatsanwalt und stellvertretenden Leiter der Sektion II (Generaldirektion für den Strafvollzug und den Vollzug freiheitsentziehender Maßnahmen) im Bundesministerium für Justiz ernannt.
Im September 2010 wurde Pilnacek zum Leiter der Strafrechtssektion des Bundesministeriums für Justiz (Sektion IV) ernannt. Als „verlängerter Arm“ des Justizministers kontrollierte er die lokalen Staatsanwaltschaften, die vier Oberstaatsanwaltschaften sowie die zentrale Staatsanwaltschaft zur Verfolgung von Wirtschaftsstrafsachen und Korruption (WKStA).
Im Februar 2018 bestellte Justizminister Josef Moser Christian Pilnacek neben seiner Tätigkeit als Sektionschef der Strafrechtssektion zum Generalsekretär des Bundesministeriums für Verfassung, Reformen, Deregulierung und Justiz und damit zum obersten Beamten des Justizministeriums. Dieses Amt endete im Mai 2019 mit dem Ende der Bundesregierung Kurz I.
Im Mai 2020 gab die Justizministerin Alma Zadić (Grüne) bekannt, die Sektion Strafrecht wieder in zwei Teile, einen für Legistik und einen für Verfahren, aufzuteilen. De facto bedeutete das eine Entmachtung für Pilnacek, da er sich nur um eine Leitung bewerben konnte. Pilnacek wurde anschließend Sektionsleiter für Straflegistik.

### Suspendierung
Aufgrund des Verdachtes auf Verrat von Amtsgeheimnissen wurde Pilnacek im Februar 2021 suspendiert, nachdem auf seinem im Zuge einer Beschlagnahmung sichergestellten Smartphone Fotos eines Informationsberichts der Wirtschafts- und Korruptionsstaatsanwaltschaft (WKStA) an die Oberstaatsanwaltschaft Wien über eine bevorstehende Hausdurchsuchung beim amtierenden Finanzminister Gernot Blümel (ÖVP) gefunden wurden.
Eine hausinterne Disziplinarkommission hob die Suspendierung zunächst auf, Justizministerin Zadić hielt sie hingegen aufrecht. Die fortgesetzte Suspendierung wurde Anfang Juni 2021 vom Bundesverwaltungsgericht bestätigt. Im April 2023 wurde neuerlich über die Suspendierung beraten, Pilnacek beteuerte vor der Disziplinarbehörde seine Unschuld. Bis zu seinem Tod 2023 war keiner der Vorwürfe gerichtlich oder disziplinarrechtlich festgestellt worden. In einem Verfahren wurde er bereits rechtskräftig freigesprochen. Deshalb war bereits von seiner bevorstehenden Rückkehr ins Ministerium die Rede.

### Verhältnis zur ÖVP
Pilnacek galt als Verbindungsmann zwischen Justizministerium und ÖVP, zu der er besonders gute Kontakte unterhielt und die er als Privatperson in Rechtsfragen beriet. Zum geflügelten Wort wurde dabei seine Formulierung „Wer vorbereitet Gernot“, die auf einem beschlagnahmten Smartphone Pilnaceks als Teil einer Chat-Nachricht gefunden wurde und die die Beratung des damaligen ÖVP-Finanzministers Gernot Blümel in einem staatsanwaltschaftlichen Ermittlungsverfahren zum Gegenstand hatte. Nach seinem Tod wurde durch eine Auswertung seines Laptops durch Peter Pilz bekannt, dass Pilnacek in der Zeit seiner Suspendierung für die ÖVP in parlamentarischen Anfragen Fragen an seine Vorgesetzte, die Justizministerin Alma Zadić, formulierte, was neuerlich Zweifel an seiner Unparteilichkeit aufkommen ließ.
Der Verdacht, dass Pilnacek eine anstehende Hausdurchsuchung bei Unternehmer Michael Tojner an dessen Rechtsanwalt Wolfgang Brandstetter verraten haben könnte, der von 2013 bis Dezember 2016 als ÖVP-Justizminister Pilnaceks Dienstherr war, führte im Jahr 2021 zu Pilnaceks Suspendierung.
Öffentliche Aufmerksamkeit erlangte im Jahr 2023 auch Pilnaceks Beratung des Alt-Kanzlers Sebastian Kurz in dessen Strafverfahren zu Falschaussage im Ibiza-Untersuchungsausschuss.
ÖVP-Nationalratspräsident Wolfgang Sobotka bezeichnete Pilnacek als seinen Freund. Eine seiner Mitarbeiterinnen war Mitbewohnerin bei Pilnaceks Lebensgefährtin.

## Privates
Pilnacek war in zweiter Ehe mit der Juristin Caroline List verheiratet, die seit 2017 Präsidentin des Grazer Straflandesgerichts ist. Aus erster Ehe hatte er drei Kinder. Zuletzt lebte er mit seiner Lebensgefährtin Karin Wurm in Rossatz, unterhielt aber auch einen Wohnsitz in Wien-Ottakring.

## Tod
Pilnacek wurde am Morgen des 20. Oktober 2023 tot am Ufer eines Donau-Altarms nahe Rossatz gegenüber von Dürnstein aufgefunden, nachdem er am späten Abend des Vortages von einer Polizeistreife als alkoholisierter Geisterfahrer auf der Stockerauer Schnellstraße angehalten und ihm der Führerschein entzogen worden war. Eine Mitbewohnerin seiner Lebensgefährtin, die Mitarbeiterin von Nationalratspräsident Sobotka war, holte Pilnacek daraufhin ab und brachte ihn nach Hause. Von einem mitternächtlichen Spaziergang kehrte er anschließend nicht mehr zurück. Als Todeszeitpunkt wird sechs Uhr morgens angenommen. Pilnaceks Leiche wurde auf dem Rücken liegend im seichten Wasser vorgefunden. Vonseiten der Polizei wurde darauf gedrängt, keine Obduktion durchzuführen, obgleich die Ermittlungen von der Mordkommission geführt wurden. Eine anwesende Notärztin berichtete später bei der Wirtschafts- und Korruptionsstaatsanwaltschaft, die Polizisten hätten „massiven Widerstand“ gegen eine Obduktion geleistet, sie habe die Todesursache Pilnaceks ohne eine solche nicht benennen können. Über den Zustand seiner Leiche sagte sie aus, sie habe dies „in dieser Form (...) noch nie gesehen“. Eine Polizistin berichtete der Staatsanwaltschaft nichtsdestotrotz, dass es ein klarer Fall sei. Ein handschriftlicher Vermerk der Ärztin für die Staatsanwaltschaft wurde durch die Polizei nicht weitergeleitet. Bei der Obduktion wurden schließlich „keine eindeutigen Hinweise auf eine grobe Gewalteinwirkung durch fremde Hand“ gefunden, die Staatsanwaltschaft Krems ging von Suizid aus. Als Todesursache wurde Ertrinken festgestellt, ein Fremdverschulden ausgeschlossen. Aufgrund der spezifischen Amtshandlungen beim Auffinden der Leiche wurde ein Ermittlungsverfahren eingeleitet. Die Obduktion der Leiche Pilnaceks erfolgte erst sechs Tage nach seinem Tod. Im Obduktionsbericht werden rund 20 Verletzungen angeführt: Blutergüsse und Abschürfungen an Beinen, Armen und Händen, Blutergüsse in der schlüsselbeinnahen Halsmuskulatur, ein Bluterguss an einer Hüfte und ein Hämatom am rechten Oberschenkel sowie eine Rissquetschwunde im Gesicht. Die Wunde im Gesicht, Hautunterblutungen und Abschürfungen wurden im gerichtsmedizinischen Gutachten mit einem möglichen Sturzgeschehen, das sich auf dem Weg zum Flussufer ereignet haben könne, erklärt. Als Ursache für „Einblutungen in die schulternahe Rückenmuskulatur“ nannte der Gutachter das Ertrinken oder aber auch „grobes Anfassen im Rahmen der Bergung des Leichnams“. Der Mediziner Wolfgang Schaden kommt allerdings zu dem Schluss, zumindest fünf der Verletzungen könne man nicht mit einem Sturz von der örtlichen Böschung erklären. Während im offiziellen Obduktionsbericht davon die Rede ist, dass „keine eindeutigen Hinweise auf grobe Gewalteinwirkung“ gefunden worden seien, wurden im Abschlussbericht des Landeskriminalamts die Wörter „eindeutig“ und „grob“ entfernt, die Polizeiberichte erwähnten nur „oberflächliche Kratzer“. Der genaue Todeszeitpunkt Pilnaceks wurde nicht festgestellt. Aufgrund der Annahme der Polizei, Pilnacek habe Suizid verübt, wurden keine Standort- und Verbindungsdaten seines Telefons eruiert, auch Daten aus Chats, Emails und Anrufen wurden nicht sichergestellt.
Im März 2024 wurde vom Online-Medium zackzack.at und dessen Herausgeber Peter Pilz auf Basis von Informationen von Pilnaceks Lebensgefährtin Karin Wurm aufgedeckt, dass es unmittelbar nach Pilnaceks Tod zu einer rechtswidrigen Beschlagnahmung von Datenträgern und Schlüsseln Pilnaceks durch das Landeskriminalamt Niederösterreich kam, denen kein Sicherstellungsauftrag und auch kein Hausdurchsuchungsbefehl zu Grunde lag. Über die sichergestellten Gegenstände wurde keine Bestätigung ausgestellt. Die beschlagnahmten Schlüssel wurden anschließend ebenfalls rechtswidrig genutzt, um in Pilnaceks Wiener Wohnung nach weiteren Datenträgern zu suchen, obgleich dort weiters auch das Landeskriminalamt Wien zuständig gewesen wäre. Pilnaceks beschlagnahmtes, privates Smartphone wurde in weiterer Folge rechtswidrig der Ehefrau Pilnaceks, Caroline List, ausgehändigt, obgleich es in einem solchen Fall dem Verlassenschaftskurator hätte ausgehändigt werden müssen. List vernichtete Pilnaceks privates Smartphone, nachdem sie es erhalten hatte. Als Begründung dafür gab sie bei einer späteren Einvernahme durch die WKStA an, dass sie bereits zuvor Unannehmlichkeiten mit Mobiltelefonen ihres Mannes gehabt habe. Im Jahr 2021 war Pilnaceks berufliches Smartphone beschlagnahmt worden, auf welchem auch Chats gefunden wurden, mit denen er beim damaligen Landeshauptmann der Steiermark zugunsten von List für deren Beförderung zur Präsidentin beim Oberlandesgericht Graz interveniert hatte.
Pilnacek soll stets einen USB-Stick mit sich geführt haben, auf dem sich politisch brisantes Material befunden haben soll. Dieser war jedoch nicht Bestandteil der Beschlagnahmung, weil er, genauso wie sein privat genutztes Notebook, nicht gefunden wurde. Kopien der auf Letzterem befindlichen Daten wurden aus unbekannter Quelle später öffentlich. Darunter befinden sich zahlreiche Verschlussakten, auf die Pilnacek beruflich nicht zugriffsberechtigt war.
Pilnaceks überraschender Tod erregte großes mediales Aufsehen. Anna Thalhammer, Chefredakteurin des profil, würdigte ihn in einem Nachruf als „eine der größten juristischen Instanzen der vergangenen Jahrzehnte“. Pilnacek habe sich kein Blatt vor den Mund genommen, er sei stets authentisch, aber auch konfliktfreudig gewesen. Florian Klenk, Chefredakteur der Wochenzeitung Falter, urteilte über die zwei Seiten Pilnaceks: „Er war am Ende wohl mehr Politikberater als Spitzenbeamter. Mehr Interessensvertreter der Regierenden als Repräsentant der dritten Gewalt. […] Ich behalte ihn als den sympathischen, streitbaren Reformer und Liberalen in Erinnerung, den Sir mit den guten Manieren, der er auch war.“
Pilnaceks Grabstätte befindet sich auf dem Hernalser Friedhof in Wien.

## Öffentliche Auseinandersetzungen

### Vorwurf des Amtsmissbrauchs in der Eurofighter-Affäre (2019)
Im Mai 2019 wurde von mehreren Staatsanwälten der Wirtschafts- und Korruptionsstaatsanwaltschaft (WKStA) gegen den Vorgesetzten Christian Pilnacek Anzeige wegen des Verdachts auf Amtsmissbrauch beziehungsweise Anstiftung zum Amtsmissbrauch und weitere Vorgesetzte aus der Weisungskette erstattet. In einem Protokoll einer Dienstbesprechung vom 1. April 2019 soll Christian Pilnacek mit mehr oder weniger deutlichen Worten zur raschen Beendigung des Verfahrens Eurofighter aufgefordert haben. 
Aus dem Protokoll soll hervorgehen, dass die Eurofighter-Causa seit Jahren unter einer rechtlich nicht haltbaren Annahme geführt worden sei, wodurch als wahrscheinliche Folge Einstellungen und Verjährungen zu erwarten seien. Pilnacek soll in der Besprechung gegenüber seinen Mitarbeitern gesagt haben: „Ich mach ein Auge zu, und wir stellen irgendwelche Dinge ein“ und „Setzts euch z'samm und daschlogts es, aber das hättet ihr vor drei Jahren machen können.“ Damit soll er den Wunsch nach Einstellung des Verfahrens mehr oder weniger direkt geäußert haben. Am 5. Juni 2019 wurde bekannt, dass die mit den Ermittlungen beauftragte Staatsanwaltschaft Linz von der Einleitung eines Ermittlungsverfahrens gegen Pilnacek mangels eines Anfangsverdachts abgesehen hatte. Dies wurde von Vertretern der SPÖ, FPÖ, Neos und JETZT scharf kritisiert, das Verfahren solle neu aufgerollt werden.

### Kritik an Treffen mit Beschuldigten (2020)
Am 4. Februar 2020 wurde bekannt, dass Pilnacek die Casino-Austria-Aufsichtsräte Walter Rothensteiner und Josef Pröll (ÖVP) in seinem Büro im Justizministerium getroffen hat, obwohl diese in den Ermittlungen zur Casinos-Affäre als Beschuldigte geführt werden. Justizministerin Alma Zadić erließ eine Weisung, Treffen mit Beschuldigten in Zukunft zu unterlassen, jeder Anschein einer bevorzugten Behandlung müsse vermieden werden.

### Verdacht auf Verletzung des Amtsgeheimnisses (2021)
Am 25. Februar 2021 stellten Ermittler der Staatsanwaltschaft (StA) Wien beim ehemaligen Justizminister und damaligen Verfassungsrichter Wolfgang Brandstetter (von der ÖVP nominiert) ein Notebook und bei Justizsektionschef Christian Pilnacek zwei Handys sicher. 
Laut Presse wurde gegen Brandstetter und Pilnacek wegen Verletzung des Amtsgeheimnisses ermittelt. Die beiden sollen eine Hausdurchsuchung bei Michael Tojner vorab verraten haben. (Causa Stadterweiterungsfonds) 
In weiterer Folge wurde Pilnacek vorläufig suspendiert. Nachdem Handys ausgewertet wurden, lautet der strafrechtliche Verdacht nun auch, dass Johann Fuchs, Leiter der Oberstaatsanwaltschaft Wien, und Pilnacek in der Causa Ibiza Amtsgeheimnisse verraten haben sollen. Rechtsanwaltlich vertreten wurde Pilnacek von Dieter Böhmdorfer und Rüdiger Schender.

### Chatprotokolle (2021)
Im Zuge der Auswertung seiner beiden bei einer Hausdurchsuchung beschlagnahmten Handys gelangten verschiedene Nachrichten an die Öffentlichkeit, die Zweifel an Pilnaceks Dienstverständnis als Beamter laut werden ließen. Zuerst wurde bekannt, dass er möglicherweise eine Hausdurchsuchung beim amtierenden Finanzminister Gernot Blümel (ÖVP) verraten hat. Jedenfalls fragte er am Tag vor der Durchsuchung dessen engsten Mitarbeiter: „Wer vorbereitet Gernot auf seine Vernehmung?“ Außerdem dürfte er an der Abfassung einer parlamentarischen Anfrage der ÖVP an das Justizministerium – seinen eigenen Dienstgeber – beteiligt gewesen sein. 
Auf seinem Handy fand sich auch eine SMS an den steirischen Landeshauptmann Hermann Schützenhöfer, in der er um die Beförderung seiner Frau zur Leiterin des Oberlandesgerichts Graz bat. Pilnacek versuchte, seiner Forderung an den steirischen Landeshauptmann Nachdruck zu verleihen, indem er sich im weiteren Chatverlauf über das „Foul an seiner Familie“ beschwerte und kundgab, dass er sich eine Kompensation dafür erwarte. Hermann Schützenhöfer war formal nicht zuständig und es erfolgte keine Beförderung der Ehefrau Pilnaceks. Auch seine Verachtung der Wirtschafts- und Korruptionsstaatsanwaltschaft sowie Missachtung von Entscheidungen des Verfassungsgerichtshofs kommen darin zum Ausdruck.
Christian Pilnacek entschuldigte sich am 5. Juni 2021 für seine Äußerungen über den VfGH sowie über zwei Verfassungsrichterinnen. Er könne sich seine Aussagen „schon deshalb nicht erklären, weil diese abstoßenden Worte im völligen Widerspruch zu meiner Persönlichkeit, meinen Einstellungen und zu meiner bisherigen und langjährigen Arbeit im Dienst der Rechtspflege stehen“.
Er stellte eine Beschwerde an den VfGH, weil er eine Verletzung seiner Persönlichkeitsrechte darin gesehen hatte, dass Mitglieder des U-Ausschusses Daten beziehungsweise Chatprotokolle seines Mobiltelefons an die Medien weitergegeben hätten. Der VfGH wies die Beschwerde jedoch zurück.

### Freispruch vom Vorwurf der Verletzung des Amtsgeheimnisses (2021)
Am 3. November 2021 wurde eine Anklage gegen Pilnacek verhandelt. Ihm war vorgeworfen worden, im Dezember 2020 einer Redakteurin des Kurier die Anzeige von mehreren Staatsanwälten der Wirtschafts- und Korruptionsstaatsanwaltschaft (WKStA) gegen eine Redakteurin der Tageszeitung Die Presse verraten zu haben (die Anzeige gegen die Redakteurin wurde später zurückgelegt). Die zuständige Staatsanwaltschaft sah darin den Tatbestand der Verletzung des Amtsgeheimnisses erfüllt. 
Die Richterin wies die Klage ab, da kein vordringlicher Geheimhaltungsgrund vorlag. Die Staatsanwaltschaft meldete Berufung an. Am 7. Juli 2022 wurde der Freispruch vom Oberlandesgericht Wien rechtskräftig bestätigt.

### Versuchte Überwachung der Korruptionsstaatsanwaltschaft (2022)
Im Februar 2022 erschien im Falter ein Artikel, in dem auf Grundlage von Chats rekonstruiert wurde, dass Pilnacek und der Chef der Oberstaatsanwaltschaft, Johann Fuchs, versucht haben sollen, Ermittler der Wirtschafts- und Korruptionsstaatsanwaltschaft zu observieren, um die Ermittlungen in der Causa Ibiza zu behindern.

### Geldstrafe und zwei Freisprüche beim Disziplinarsenat (2023)
Im April 2023 wurde Pilnacek zur Bezahlung einer Strafe im Ausmaß eines Monatsgehalts (11.000 €) verurteilt, nachdem der Senat der Bundesdisziplinarbehörde am 27. April 2023 befand, dass sein Handeln das Vertrauen der Bevölkerung in die Verwaltung „erheblich beschädigen“ könne und ihm eine „schwerwiegende Dienstpflichtverletzung“ zur Last legte. Für den Besitz von Ibiza-Akten und die Weitergabe von Information an eine Journalistin wurde er freigesprochen, weil im ersten Fall die genauen Abläufe nicht zu rekonstruieren waren, im zweiten Fall niemand zu Schaden kam.

### Tonbandaufzeichnung von Vorwürfen gegen ÖVP und Nationalratspräsident Wolfgang Sobotka (2023)
Im November 2023 veröffentlichte die Kronen Zeitung auszugsweise Inhalte einer Unterredung zwischen Pilnacek und dem österreichischen Unternehmer und ehemaligen Politiker des BZÖ Christian Mattura unter Berufung auf eine von Mattura heimlich von dem Gespräch aufgenommene Tonbandaufzeichnung. Darin erklärte Pilnacek, dass Nationalratspräsident Wolfgang Sobotka bei ihm mehrfach wegen Ermittlungen der unabhängigen Justiz interveniert hatte. Pilnacek lehnte diese Interventionsversuche demnach unter Verweis auf das zu achtende Prinzip der Rechtsstaatlichkeit ab. Außerdem erläuterte Pilnacek darin, wie ihm von Seiten der ÖVP die Unterlassung einer Einmischung bei Untersuchungen der Staatsanwaltschaft gegen ÖVP und ÖVP-Politiker zum Vorwurf gemacht worden sei. Weiterhin äußerte er sich kritisch zur Verteidigungsstrategie von Alt-Kanzler Sebastian Kurz in dessen Prozess zu Falschaussage im Ibiza-Untersuchungsausschuss, die er als Fehler bezeichnete. Pilnaceks Äußerungen stehen dabei im Widerspruch zur Darstellung von Kurz, der bei seinen Aussagen im Prozess Bezug auf Gespräche mit Pilnacek und dessen Tod genommen hat.
Als Reaktion auf die veröffentlichte Tonbandaufnahme kündigte Justizministerin Alma Zadić die Einsetzung einer Untersuchungskommission ein, die untersuchen soll, ob es Interventionen der ÖVP gab, um Ermittlungen einzustellen.

## Veröffentlichungen
- mit Werner Pleischl: Das neue Vorverfahren: Leitfaden zum Strafprozessreformgesetz. Manz, Wien, 2005, ISBN 3-214-00385-2